# Richárd Guzmics
Richárd Guzmics (Szombathely, 16 de abril de 1987) es un exfutbolista húngaro que jugaba en la demarcación de defensa.

## Selección nacional
Debutó con la selección de fútbol de Hungría el 14 de noviembre de 2012 en un partido amistoso contra Noruega que finalizó con un resultado de 0-2 a favor del conjunto noruego. También disputó la fase de clasificación para la Copa Mundial de Fútbol de 2014 y la de clasificación para la Eurocopa 2016.

### Goles internacionales
| # | Fecha                   | Estadio                                  | Oponente          | Gol | Resultado | Competición                                          |
| - | ----------------------- | ---------------------------------------- | ----------------- | --- | --------- | ---------------------------------------------------- |
| 1 | 7 de septiembre de 2015 | Windsor Park, Belfast, Irlanda del Norte | Irlanda del Norte | 0-1 | 1–1       | Clasificación para la Eurocopa 2016                  |
| 2 | 7 de octubre de 2017    | St. Jakob Park, Basilea, Suiza           | Suiza             | 4-1 | 5–2       | Clasificación para la Copa Mundial de Fútbol de 2018 |

## Clubes
| Club         | Temporada | Liga     | Liga  | Copa     | Copa  | Copa de la liga | Copa de la liga | Europa   | Europa | Total    | Total |
| Club         | Temporada | Partidos | Goles | Partidos | Goles | Partidos        | Goles           | Partidos | Goles  | Partidos | Goles |
| ------------ | --------- | -------- | ----- | -------- | ----- | --------------- | --------------- | -------- | ------ | -------- | ----- |
| Szombathely  |           |          |       |          |       |                 |                 |          |        |          |       |
| 2004-05      | 5         | 0        | 0     | 0        | 0     | 0               | 0               | 0        | 5      | 0        |       |
| 2005-06      | 24        | 1        | 0     | 0        | 0     | 0               | 0               | 0        | 24     | 1        |       |
| 2006-07      | 25        | 2        | 0     | 0        | 0     | 0               | 0               | 0        | 25     | 2        |       |
| 2007-08      | 25        | 2        | 0     | 0        | 0     | 0               | 0               | 0        | 25     | 2        |       |
| 2008-09      | 30        | 1        | 4     | 1        | 1     | 0               | 0               | 0        | 35     | 2        |       |
| 2009-10      | 29        | 1        | 3     | 0        | 1     | 0               | 4               | 0        | 37     | 1        |       |
| 2010-11      | 28        | 0        | 2     | 0        | 2     | 0               | 0               | 0        | 32     | 0        |       |
| 2011-12      | 27        | 0        | 2     | 0        | 2     | 0               | 0               | 0        | 31     | 0        |       |
| 2012-13      | 28        | 0        | 0     | 0        | 1     | 0               | 0               | 0        | 29     | 0        |       |
| 2013-14      | 26        | 1        | 1     | 0        | 3     | 0               | 0               | 0        | 30     | 1        |       |
| Total        | 247       | 8        | 12    | 1        | 10    | 0               | 4               | 0        | 273    | 9        |       |
| Wisła Kraków |           |          |       |          |       |                 |                 |          |        |          |       |
| 2014-15      | 21        | 0        | 1     | 0        | 0     | 0               | 0               | 0        | 22     | 0        |       |
| 2015-16      | 12        | 0        | 0     | 0        | 0     | 0               | 0               | 0        | 12     | 0        |       |
| Total        | 33        | 0        | 1     | 0        | 0     | 0               | 0               | 0        | 34     | 0        |       |
| Total        | Total     | 280      | 8     | 13       | 1     | 10              | 0               | 4        | 0      | 307      | 9     |

## Palmarés

### Títulos nacionales
| Título                  | Club                    | País       | Año  |
| ----------------------- | ----------------------- | ---------- | ---- |
| Superliga de Eslovaquia | Š. K. Slovan Bratislava | Eslovaquia | 2019 |